# Kaúlza Oliveira de Arriaga

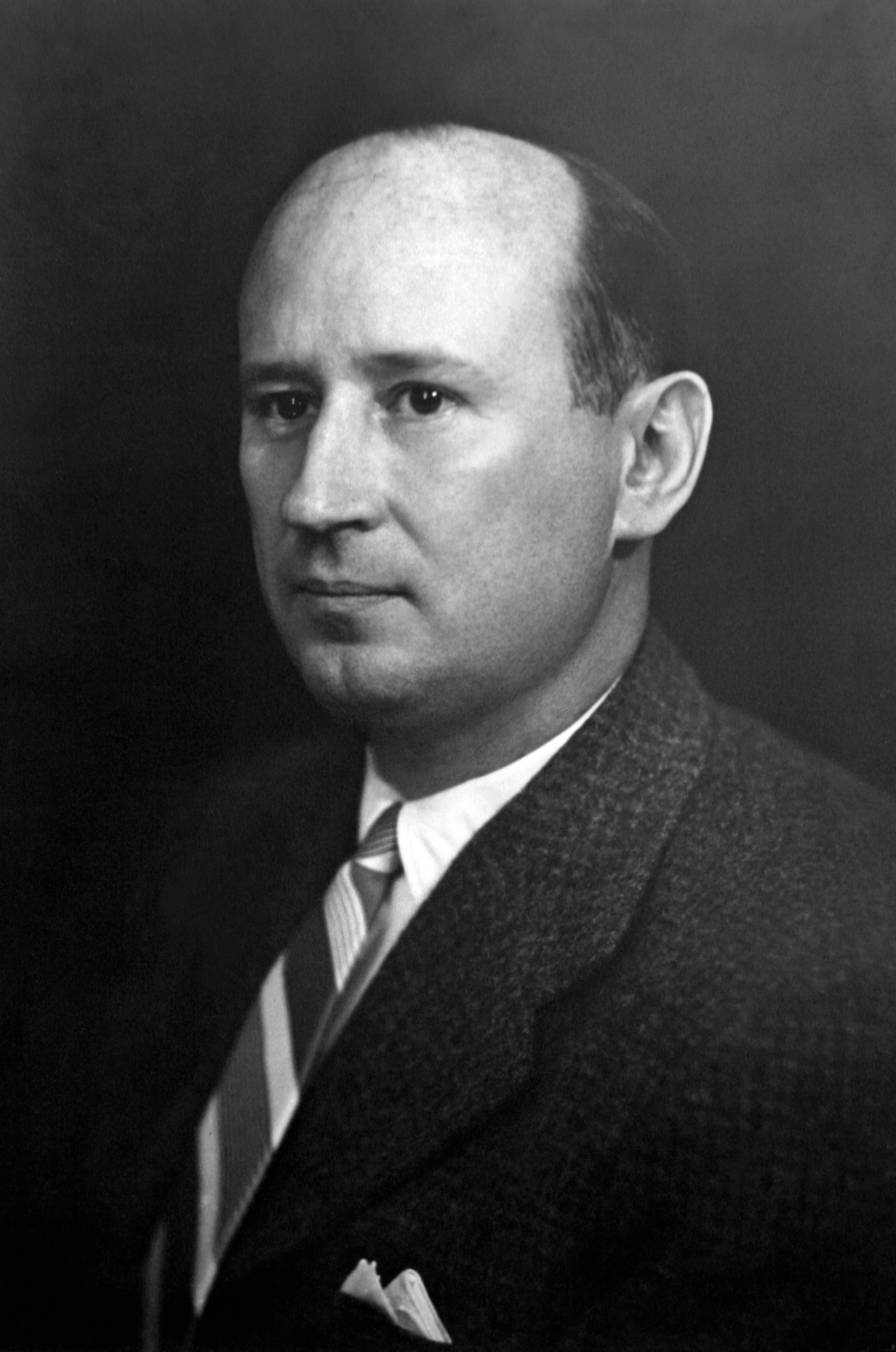
Kaúlza de Arriaga

Kaúlza Oliveira de Arriaga (* 18. Januar 1915 in Porto; † 3. Februar 2004 in Lissabon) war ein portugiesischer General, Schriftsteller und Politiker, der 1970 bis 1973 in dem portugiesischen Überseeterritorium Moçambique als Oberbefehlshaber der portugiesischen Truppen gegen die FRELIMO-Guerilla kämpfte.

## Leben
Vor seinem Einsatz in Moçambique hatte Arriaga verschiedene Führungspositionen ausgeübt, so als Staatssekretär für Luftfahrt und Vorsitzender der Atomenergiebehörde. 1968 wurde er zum General befördert und 1969 nach Moçambique entsandt. 1970 wurde er Oberkommandierender und leitete die Operation „Gordischer Knoten“, bei der mit Hilfe von 10.000 Angehörigen der Streitkräfte die FRELIMO aus den nördlichen Provinzen vertrieben werden sollte. Gleichzeitig verfolgte er eine Siedlungspolitik zur Konzentrierung der Bevölkerung in „aldeamentos“, strategischen Dörfern, um diese besser kontrollieren zu können. Diese Maßnahmen gingen mit dem offenbar von den USA aus dem Vietnamkrieg kopierten Hearts-and-minds-Programm einher, zu dem auch der Bau von Krankenhäusern und Hebung der Qualität der einheimischen Viehherden gehörten.
Arriaga entwickelte, ungewöhnlich für portugiesische Kommandeure, eine Art Personenkult und führte bei seinen Truppen eine Art politischen Unterricht ein. Er erhielt hierbei, offenbar nach der bekannten Filmfigur der Pink-Panther-Reihe, den Spitznamen Rosa Panther. Analog zu der Kriegsführung der USA in Vietnam, versuchte auch Arriaga in Moçambique eine „Afrikanisierung“ des Krieges durch den Ausbau afrikanischer Hilfstruppen.
Trotz gewisser Erfolge musste Arriaga Rückschläge einstecken, da sich die strategischen Bedingungen zum Nachteil Portugals änderten. Wurde die FRELIMO bis 1970 nur vom Warschauer Pakt über Tansania unterstützt, erhielt sie über Sambia nun auch Hilfe von der Volksrepublik China.
Für ein Massaker durch portugiesische Truppen im Dorf Wirimayu unweit des Cabora-Bassa-Staudamms war Arriaga als Oberbefehlshaber verantwortlich (Massaker von Wiriyamu). Seine Elitesoldaten töteten 1972 die gesamte Zivilbevölkerung, etwa 400 Männer, Frauen und Kinder, und brannten, um die Spuren zu verwischen, das Dorf nieder. Nachdem im Juli 1973 Informationen über das Massaker durchgesickert waren, war Arriaga gezwungen, nach Portugal zurückkehren.
Als Ultrakonservativer wurde er nun ein scharfer Gegner von General António de Spínola und dessen politischen und militärischen Reformabsichten und nahm seinen Abschied. Nach der Nelkenrevolution wurde Arriaga zur Verhinderung eines konservativen Putsches von September 1974 bis Juni 1976 inhaftiert.
Nach seiner Entlassung aus dem Gefängnis gründete er mit einer kleinen Gruppe rechtsradikaler Gesinnungsgenossen den MIRN (Movimento Independente para a Reconstrução Nacional – Unabhängige Bewegung für den Nationalen Wiederaufbau). Die Bewegung wurde von Franz Josef Strauß mit Geldern der Hanns-Seidel-Stiftung unterstützt.
Arriaga verstarb 2004 in Lissabon.